# Museu da Luz
O Museu da Luz (Luz, Mourão, Alentejo) afirma-se como singular espaço de cultura e de identidade. Erigido entre a aldeia da Luz e a margem do lago de Alqueva, é o espaço interpretativo das profundas alterações ocorridas neste território, decorrentes do aparecimento da barragem e da submersão de uma aldeia. O próprio edifício em xisto, diversas vezes premiado, é de uma arquitetura marcante e perfeitamente integrada na paisagem.
As suas exposições – temporárias e de natureza diversa – têm como eixo de abordagem as temáticas de fundo do museu: a identidade, a história, a paisagem deste lugar. Leituras múltiplas e diversas que reativam memórias e significados para a reconstrução do lugar.
A ideia de um museu tem origem na década de 1980, no quadro da definição de medidas compensatórias dos impactes decorrentes da implementação do projeto de Alqueva e da reposição da aldeia. Aberto ao público desde 2003, o museu mantém atividade regular desde então. No ano de 2005 o Museu recebeu uma menção honrosa da APOM (Associação Portuguesa de Museologia), na categoria de ‘Melhor Museu do País’. Em Maio de 2010 passou a integrar a Rede Portuguesa de Museus (RPM), responsável pela credenciação e qualificação na área museológica.